# Samuel Conrad Nisser
Samuel Conrad Nisser, född 16 oktober 1803 i Västra Vingåkers församling, Södermanlands län, död 11 februari 1883 i Falun, var en svensk militär.

## Biografi
Samuel Conrad Nisser föddes 1803 i Västra Vingåkers församling. Han var son till kyrkoherden i nämnda församling Samuel Nisser och Sara Margareta Brunnmark. Nisser gick i Tyska skolan i Stockholm och blev 1820 student vid Uppsala universitet. Han blev 1822 anställd inom staten och 1839 kammarförvant i fortifikationsafdelningens kammarkontor i första departementet i Krigskollegium. Nisser blev 1842 kamrer och 1845 aktuarie och registrator i Sundhetskollegium, samt kammarskrivare i Kammarkollegium. Han blev 1850 krigsråd och 1858 riddare av Nordstjärneorden. Nisser tog avsked 1866. Han avled 1883 i Falun och begravdes på Vika kyrkogård.

### Familj
Nisser gifte sig 19 maj 1835 i Husby prästgård med Johanna Vilhelmina Netzel (1815–1879), dotter till kyrkoherden Nils Adolf Netzel i Husby församling och Maria Elisabet Brunnmark. De fick tillsammans barnen disponenten Martin Nisser (1840–1913), Elin Sara Gustafva Nisser (född 1845) som var gift med lantbrukaren Hans Johan Albert Lind och Edla Martina Nisser (född 1847) som var gift med kammarrådet Johan Kristian Mauritz Martin.